# Хронологія поширення COVID-19 (червень 2020)
Стаття описує поширення коронавірусу тяжкого гострого респіраторного синдрому-2, що спричинив спалах коронавірусної хвороби 2019, у червні 2020 року. Уперше хвороба була зареєстрована в місті Ухань у КНР у грудні 2019 року.

## Хронологія пандемії

### 1 червня
Ситуаційний звіт ВООЗ № 133:
- Канада повідомила про 759 нових випадків, загальна кількість випадків до 91705.[2]
- Малайзія повідомила про 38 нових випадків хвороби, загальна кількість випадків зросла до 7857. На той час у країні було 1338 активних випадків хвороби, 8 у реанімації та 2 на апараті штучної вентиляції легень. Одужав 51 хворий, кількість одужань досягла 6404. Кількість померлих залишилася на рівні 115.[3]
- Нова Зеландія не повідомила про нові випадки, одужання та смерті; які залишалися на рівні 1504 (1154 підтверджених і 350 ймовірних випадків), 1481 і 22 відповідно. Залишився один активний випадок хвороби.[4]
- У Сінгапурі повідомили про 408 нових випадків хвороби, загальна кількість випадків зросла до 35292.[5] Пізніше було підтверджено ще одну смерть, загальна кількість смертей зросла до 24.[6]
- Україна повідомила про 340 нових випадків хвороби і 10 нових смертей, загальна кількість зросла до 24012 і 718 відповідно; загалом одужало 9690 хворих.[7]
- Прем'єр-міністр Вірменії Нікол Пашинян отримав позитивний тест на COVID-19.

### 2 червня
Ситуаційний звіт ВООЗ № 134:
- Канада повідомила про 705 нових випадків хвороби, загальна кількість випадків досягла 92410.[2]
- Малайзія повідомила про 20 нових випадків (15 завезених і 5 місцевих), загальна кількість випадків зросла до 7877. 66 хворих одужали, загальна кількість одужань досягла 6470. Було 1292 активні випадки хвороби; 6 в реанімації та 2 на апараті штучної вентиляції легень. Кількість померлих залишилася на рівні 115.[9]
- Нова Зеландія не повідомила про нові випадки, одужання та смерті; які залишаються на рівні 1504 (1154 підтверджених і 350 ймовірних), 1481 і 22 відповідно. Залишався один активний випадок хвороби.[10] Генеральний директор служби охорони здоров'я Ешлі Блумфілд підтвердив, що в понеділок було проведено 654 тести, внаслідокі чого загальна кількість тестів склала 282263.[11]
- У Сінгапурі повідомили про 544 нових випадки хвороби, загальна кількість випадків зросла до 35836.[12][13]
- Україна повідомила про 328 нових випадків хвороби і 9 нових смертей, загальна кількість випадків зросла до 24340, а смертей до 727; загалом одужало 10078 хворих.[14]

### 3 червня
Ситуаційний звіт ВООЗ № 135:
- Канада повідомила про 675 нових випадків хвороби, загальна кількість випадків зросла до 93085.[2]
- Малайзія повідомила про 93 нових випадків хвороби, загальна кількість випадків зросла до 7970. Зареєстровано 61 одужань, що довело загальну кількість одужань до 6531. Зареєстровано 1324 активних випадків хвороби, з них 6 у реанімації та 2 на апараті штучної вентиляції легень. Кількість померлих залишилась на рівні 115.[16]
- Нова Зеландія не повідомила про нові випадки, одужання та смерті; які залишалися на рівні 1504 (1154 підтверджених і 350 ймовірних), 1481 і 22 відповідно. Залишився один активний випадок хвороби.[17]
- У Сінгапурі повідомили про 569 нових випадків хвороби, загальна кількість випадків зросла до 36405.[18][19]
- Україна повідомила про 483 нових випадки та 8 нових смертей, загальну кількість зросла до 24823 та 735 відповідно; загалом одужало 10440 хворих.[20]

### 4 червня
Ситуаційний звіт ВООЗ № 136:
- Канада повідомила про 641 новий випадок хвороби, загальна кількість випадків зросла до 93726.[2]
- Малайзія повідомила про 277 нових випадків хвороби, загальна кількість випадків зросла до 8247. Зареєстровано 1573 активних випадки хвороби, 6 у реанімації та 2 на апараті штучної вентиляції легень. 28 хворих одужали, загальна кількість одужань досягла 6559.[22]
- Нова Зеландія не повідомила про нові випадки, одужання та смерті; які залишилися на рівні 1504 (1154 підтверджених і 350 ймовірних), 1481 і 22 відповідно. Залишився один активний випадок хвороби.[23]
- Сінгапур повідомив про 517 нових випадків хвороби, загальна кількість випадків зросла до 36922.[24][25]
- Україна повідомила про рекордні 588 нових випадків хвороби, а також про 12 нових смертей, загальна кількість зросла до 25411 і 747 відповідно; загалом одужало 11042 хворих.[26]

### 5 червня
Ситуаційний звіт ВООЗ № 137:
- Канада повідомила про 609 нових випадків хвороби, загальна кількість випадків досягла 94335.[2]
- Фіджі підтвердили одужання всіх 3 останніх активних випадків, що означає 100 % рівень одужання.[28]
- Малайзія повідомила про 19 нових випадків хвороби, загальна кількість випадків зросла до 8266. 51 хворий одужав, загальна кількість одужань досягла 6610. Зареєстровано 1540 активних випадків, з них 6 у реанімації та один на штучній вентиляції легень. Малайзія повідомила про одну нову смерть, загальну кількість померлих зросла до 116.[29]
- Нова Зеландія не повідомила про нові випадки хвороби, одужання та смерті; які залишилися на рівні 1504 (1154 підтверджених і 350 ймовірних), 1481 і 22 відповідно. Залишався один активний випадок хвороби.[30]
- Сінгапур повідомив про 261 новий випадок хвороби, загальна кількість випадків зросла до 37183.[31][32]
- Україна повідомила про 553 нових випадки хвороби та 15 нових смертей, загальна кількість зросла до 25964 та 762 відповідно; загалом одужали 11372 хворі.[33]

### 6 червня
Ситуаційний звіт ВООЗ № 138:
- Канада повідомила про 723 нових випадки хвороби, загальна кількість випадків зросла до 95058.[2]
- Малайзія повідомила про 37 нових випадків хвороби, загальна кількість випадків зросла до 8303. Зареєстровано 1551 активний випадок хвороби, 5 в реанімації. 25 хворих одужали, загальна кількість одужань досягла 6635. Країна повідомила про одну нову смерть, кількість померлих зросла до 117.[35]
- Нова Зеландія не повідомила про нові випадки хвороби, одужання та смерті; які залишалися на рівні 1504 (1154 підтверджених і 350 ймовірних), 1481 і 22 відповідно. Залишився один активний випадок хвороби.[36]
- У Сінгапурі повідомили про 344 нових випадки хвороби, загальна кількість випадків зросла до 37527.[37] Пізніше було підтверджено ще одну смерть, загальна кількість випадків зросла до 25.[38]
- Україна повідомила про 550 нових випадків хвороби і 15 нових смертей, загальна кількість зросла до 26514 і 777 відповідно; загалом одужали 11 812 хворих.[39]

### 7 червня
Ситуаційний звіт ВООЗ № 139:
- Канада повідомила про 642 нових випадки хвороби, загальна кількість випадків хвороби зросла до 95700.[2]
- Малайзія повідомила про 19 нових випадків хвороби, загальна кількість випадків зросла до 8322. Зареєстровано 1531 активний випадок хвороби, 5 з яких у реанімації. 39 хворих одужали, загальна кількість одужань зросла до 6674.[41]
- Нова Зеландія не повідомила про нові випадки хвороби, одужання та смерті; які залишилися на рівні 1504 (1154 підтверджених і 350 ймовірних), 1481 і 22 відповідно. Залишився один активний випадок хвороби.[42]
- У Сінгапурі повідомили про 383 нових випадки хвороби, загальна кількість випадків зросла до 37910.[43][44]
- Україна повідомила про 485 нових випадків хвороби і 11 нових смертей, загальна кількість зросла до 26999 і 788 відповідно; загалом одужали 12054 хворі.[45]

### 8 червня
Ситуаційний звіт ВООЗ № 140:
- Канада повідомила про 545 нових випадків хвороби, загальна кількість випадків зросла до 96245.[2]
- Малайзія повідомила про 7 нових випадків хвороби, загальна кількість випадків до 8329. Одужали 20 хворих, загальна кількість одужань досягла 6694. Зареєстровано 1518 активних випадків хвороби, 6 у реанімації та один на штучній вентиляції легень. Кількість померлих залишилася на рівні 117.[47]
- Останній активний випадок хвороби в Новій Зеландії одужав, що означало, що в країні не було жодного активного випадку, а кількість одужань досягла 1482. Країна повідомила про загалом 1504 випадки хвороби (1154 підтверджених і 350 ймовірних) і 22 смерті.[48]
- У Сінгапурі повідомили про 386 нових випадків хвороби, загальна кількість випадків зросла до 38296.[49][50]
- Україна повідомила про 463 нові випадки хвороби та 9 нових смертей, загальна кількість зросла до 27462 та 797 відповідно; загалом одужали 12195 хворих.[51]

### 9 червня
Ситуаційний звіт ВООЗ № 141:
- Канада повідомила про 409 нових випадків хвороби, загальна кількість випадків досягла 96654.[53]
- Малайзія повідомила про 7 нових випадків, загальна кількість випадків зросла до 8336. 281 хворий одужав, загальна кількість одужань зросла до 6975. Зареєстровано 1244 активних випадки хвороби, 6 у реанімації та один на штучній вентиляції легень.[54]
- Нова Зеландія не повідомила про нові випадки, одужання чи смерть, і вони залишилися на рівні 1504 (1154 підтверджених і 350 ймовірних), 1482 і 22 відповідно. На той день у країні не було активних випадків хвороби.[55]
- У Сінгапурі повідомили про 218 нових випадків хвороби, загальна кількість випадків досягла 38514.[56][57]
- Україна повідомила про 394 нових випадки хвороби та 13 нових смертей, загальна кількість зросла до 27856 та 810 відповідно; загалом одужали 12412 хворих.[58]

### 10 червня
Ситуаційний звіт ВООЗ № 142:
- Канада повідомила про 471 новий випадок хвороби, загальна кількість випадків зросла до 97125.[2]
- Малайзія повідомила про 2 нових випадки хвороби, загальна кількість випадків зросла до 8338. Одужали 39 хворих, загальна кількість одужань досягла 7014. Зареєстровано 1206 активних випадків хвороби, 5 з них у реанімації.[60]
- Нова Зеландія не повідомила про нові випадки хвороби, одужання або смерті, показники залишилися на рівні 1504 (1154 підтверджених і 350 ймовірних), 1482 і 22 відповідно. На той день у країні не було активних випадків хвороби.[61]
- Сінгапур повідомив про 451 новий випадок хвороби, загальна кількість випадків зросла до 38965.[62][63]
- Україна повідомила про 525 нових випадків хвороби і 23 нових смерті, загальна кількість зросла до 28381 і 833 відповідно; загалом одужали 12769 хворих.[64]
- Гравці чоловічої збірної Сербії з волейболу Александар Атанасієвич, Дражен Лубурич, Марко Подрашчанин і Сречко Лісинаць отримали позитивний результат тестування на COVID-19.

### 11 червня
Ситуаційний звіт ВООЗ № 143:
- Бразилія повідомила про загалом 772416 випадків хвороби[66] і щонайменше 40726 смертей.[67]
- Канада повідомила про 405 нових випадків хвороби, загальна кількість випадків зросла до 97530.[53]
- Малайзія повідомила про 31 новий випадок хвороби, загальна кількість випадків зросла до 8369. 51 хворий одужав, загальна кількість одужань досягла 7065. Зареєстровано 1186 активних випадків хвороби, 5 з них у реанімації.[68]
- Нова Зеландія не повідомила про нові випадки, смерті та одужання, загальна кількість яких залишилася на рівні 1504, 22 та 1482. Активних випадків хвороби не було.[69]
- У Сінгапурі повідомили про 422 нових випадки хвороби, загальна кількість випадків зросла до 39387.[70]
- Україна повідомила про історичний рекорд у 689 нових випадків за добу, а також про 21 нову смерть, загальна кількість зросла до 29070 і 854 відповідно; загалом одужав 13141 хворий.[71]
- Сполучені Штати Америки повідомили про загалом 2000464 випадки хвороби та 112908 смертей.[66]

### 12 червня
Ситуаційний звіт ВООЗ № 144:
- Бразилія повідомила про 909 смертей, кількість померлих зросла до 41828. Бразилія повідомила про 25982 нові випадки хвороби, загальна кількість випадків зросла до 828810.[73]
- Канада повідомила про 413 нових випадків хвороби, загальна кількість випадків зросла до 97943.[2]
- У Малайзії повідомили про 33 нові випадки хвороби, загальна кількість випадків зросла до 8402. Зареєстровано 1115 активних випадків хвороби, 4 з них у реанімації. Одужали 103 хворі, кількість одужань досягла 7168. Було зареєстровано одну нову смерть, кількість померлих зросла до 119.[74]
- Нова Зеландія не повідомила про нові випадки, смерті та одужання, загальна кількість яких залишилася на рівні 1504, 22 та 1482. Активних випадків у країні не було.[75]
- У Сінгапурі повідомили про 463 нові випадки хвороби, загальну кількість випадків зросла до 39850.[76][77]
- Україна повідомила про 683 нові випадки хвороби за добу та 16 нових смертей, загальна кількість зросла до 29753 та 870 відповідно; загалом одужали 13567 хворих.[78]

### 13 червня
Ситуаційний звіт ВООЗ № 145:
- Канада повідомила про 467 нових випадків хвороби, загальна кількість випадків зросла до 98410.[53]
- У Малайзії повідомили про 43 нові випадки хвороби, загальна кількість випадків зросла до 8445. Одужали 143 хворих, загальна кількість одужань досягла 7311. Органи охорони здоров'я повідомили про нову смерть, кількість померлих зросла до 120.[80]
- Нова Зеландія не повідомила про нові випадки, смерті та одужання, загальна кількість яких залишилася на рівні 1504, 22 та 1482. Активних випадків у країні не було.[81]
- У Сінгапурі повідомили про 347 нових випадків хвороби, загальна кількість випадків зросла до 40197.[82] Пізніше було підтверджено ще одну смерть, загальна кількість померлих зросла до 26.[83]
- Україна повідомила про історичний максимум у 753 нових випадки та 10 нових смертей, загальна кількість зросла до 30506 та 880 відповідно; загалом одужали 13976 хворих.[84]

### 14 червня
Ситуаційний звіт ВООЗ № 146:
- Канада повідомила про 377 нових випадків хвороби, загальна кількість випадків зросла до 98787.[2]
- Китай повідомив про 57 нових випадків хвороби, у тому числі 36 у Пекіні.[86]
- Малайзія повідомила про 8 нових випадків (2 завезених і 6 з місцевою передачею інфекції), загальна кількість випадків зросла до 8453. 35 хворих одужали, загальна кількість одужань досягла 7346. Було зареєстровано одну нову смерть, кількість померлих зросла до 121.[87]
- Нова Зеландія не повідомила про нові випадки хвороби, смерті та одужання, загальна кількість залишилася на рівні 1504, 22 та 1482 відповідно. Активних випадків хвороби не було.[88]
- У Сінгапурі повідомили про 407 нових випадків, загальна кількість випадків зросла до 40604.[89][90]
- Україна повідомила про 648 нових випадків хвороби і 9 нових смертей, загальна кількість зросла до 31154 і 889 відповідно; загалом одужали 14082 хворі.[91]

### 15 червня
Ситуаційний звіт ВООЗ № 147:
- Канада повідомила про 360 нових випадків хвороби, загальна кількість випадків зросла до 99147.[2]
- Малайзія повідомила про 41 новий випадок хвороби, загальна кількість випадків зросла до 8494. 54 хворі одужали, загальна кількість одужань досягла 7400. Зареєстровано 973 активних випадки хвороби. Кількість померлих залишилася на рівні 121.[93]
- Нова Зеландія не повідомила про нові випадки, смерті та одужання, загальна кількість яких залишилася на рівні 1504, 22 та 1482 відповідно. Станом на цей день активних випадків хвороби в країні не було.[94]
- У Сінгапурі повідомили про 214 нових випадків хвороби, загальна кількість випадків зросла до 40818.[95][96]
- Україна повідомила про 656 нових випадків хвороби і 12 нових смертей, загальна кількість зросла до 31810 і 901 відповідно; загалом одужали 14253 хворі.[97]

### 16 червня
Ситуаційний звіт ВООЗ № 148:
- Канада повідомила про 320 нових випадків хвороби, загальна кількість випадків досягла 99467.[2]
- Китай повідомив про 40 нових випадків хвороби, у тому числі 27 у Пекіні. У столиці загалом зареєстровано 106 випадків хвороби.[99]
- Малайзія повідомила про 11 нових випадків хвороби (10 місцевих передач вірусу і один завезений), загальна кількість випадків зросла до 8505. Зареєстровано 333 одужання, загальна кількість одужань зросла до 7733. Кількість померлих залишилася на рівні 121.[100]
- Нова Зеландія повідомила про 2 нових активних випадки хвороби (обидва завезені), внаслідок чого загальна кількість випадків склала 1506 (1156 підтверджених і 350 ймовірних). Загальна кількість одужань та померлих залишилася на рівні 1482 та 22 відповідно.[101] Ці два нові випадки закінчили період у 24 дні поспіль, коли в країні не було нових випадків хвороби.[102]
- Сінгапур повідомив про 151 новий випадок хвороби, загальна кількість випадків зросла до 40969.[103][104]
- Україна повідомила про 666 нових випадків хвороби і 11 нових смертей, загальна кількість зросла до 32476 і 912 відповідно; загалом одужали 14528 хворих.[105]

### 17 червня
Ситуаційний звіт ВООЗ № 149:
- Канада повідомила про 386 нових випадків хвороби, загальна кількість випадків зросла до 99853.[107][2]
- Малайзія повідомила про 10 нових випадків хвороби (усі з місцевою передачею вірусу), загальна кількість випадків зросла до 8515. Налічувалось 642 актині випадки хвороби, 4 з яких знаходились у реанімації. Одужали 140 хворих, загальна кількість одужань досягла 7873. Кількість померлих залишилася на рівні 121.[108]
- У Новій Зеландії виявлено 2 нових випадки хвороби (обидва завезені), загальна кількість випадків становила 1506 (1156 підтверджених і 350 ймовірних). Загальна кількість одужань та померлих залишалася на рівні 1482 та 22 відповідно.[101] Того ж дня міністерство охорони здоров'я повідомило, що виявило 320 осіб, які контактували з двома новими випадками.[109][110]
- Сінгапур повідомив про 247 нових випадків хвороби, загальна кількість випадків зросла до 41216.[111]
- Україна встановила новий рекорд як за кількістю випадків за добу, так і за кількістю смертей — 758 і 31 відповідно. Загальна кількість зросла до 33234 випадків та 943 смертей. Крім того, загалом одужали 14943 хворі.[112]

### 18 червня
Ситуаційний звіт ВООЗ № 150:
- Канада повідомила про 367 нових випадків хвороби, перевищивши поріг у 100 тисяч випадків, загальна кількість випадків зросла до 100220.[2]
- Малайзія повідомила про 14 нових випадків хвороби, загальна кількість випадків зросла до 8529. Налічувалось 408 активних випадків хвороби, 4 з яких у реанімації. 127 хворих одужали, внаслідок чого загальна кількість одужань досягла 8000. Кількість померлих залишилася на рівні 119.[114][115]
- Нова Зеландія повідомила про один новий випадок хвороби, кількість активних випадків зросла до 3, а загальна кількість зросла до 1507 (1157 підтверджених і 350 ймовірних).[116] Новий випадок зареєстрований у чоловіка 60 років, який прямував з Пакистану в Доху, а пізніше в Мельбурн 11 червня, а потім вилетів з Мельбурна в Окленд 13 червня.[117] Загалом у Новій Зеландії було проведено 327460 тестів, 18 червня — 6273 тести.[118]
- У Сінгапурі повідомили про 257 нових випадків хвороби, загальна кількість випадків досягла 41473.[119][120]
- Україна встановила новий рекорд за кількістю випадків хвороби за добу — 829, і повідомила про 23 нових смерті. Загальна кількість зросла до 34063 випадків та 966 смертей. Крім того, загалом 15447 хворих одужали.[121]
- Колишній президент Казахстану Нурсултан Назарбаєв отримав позитивний тест на COVID-19.

### 19 червня
Ситуаційний звіт ВООЗ № 151:
- У Бразилії кількість випадків хвороби досягла 1 мільйона.[123]
- Канада повідомила про 409 нових випадків хвороби, що є найвищою кількістю випадків за день з 13 червня 2020 року, внаслідок чого загальна кількість випадків досягла 100629.[53]
- Малайзія повідомила про 6 нових випадків хвороби, загальна кількість випадків зросла до 8535. Налічувалось 344 активні випадки хвороби, 4 з яких перебували в реанімації. 70 хворих одужали, внаслідок чого загальна кількість одужань досягла 8070. Кількість померлих залишилася на рівні 121.[124] Того ж дня генеральний директор служби охорони здоров'я Нур Хішам Абдулла підтвердив появу нового кластера захворювання в Кідуронзі у штаті Саравак.[125]
- Нова Зеландія не повідомила про нові випадки хвороби, загальна кількість активних випадків залишилася на рівні 3. Загалом у Новій Зеландії проведено тести в 327460 осіб.[118] Загальна кількість випадків залишилася на рівні 1507 (1157 підтверджених і 350 ймовірних).[126]
- У Сінгапурі повідомили про 142 нових випадки хвороби, загальна кількість випадків зросла до 41615.[127][128]
- Україна встановила новий рекорд за добовою кількістю випадків хвороби — 921, і повідомила про 19 нових смертей. Загальна кількість на той день становила 34984 випадки хвороби та 985 смертей. Крім того, загалом 16033 хворі одужали.[129]

### 20 червня
Ситуаційний звіт ВООЗ № 152:
- Канада повідомила про 390 нових випадків хвороби, загальна кількість випадків зросла до 101019.[2]
- Малайзія повідомила про 21 новий випадок хвороби, загальна кількість випадків зросла до 8556. Налічувалось 289 активних випадків хвороби, з них 3 — в реанімації. 76 хворих одужали, загальна кількість одужань зросла до 8146. Кількість померлих залишилася на рівні 121.[131]
- Нова Зеландія повідомила про 2 нові безсимптомні випадки, внаслідок чого кількість активних випадків зросла до 5. Ззагальна кількість випадків становила 1509 (1159 підтверджених і 350 ймовірних).[132][133]
- Сінгапур повідомив про 218 нових випадків хвороби, загальна кількість випадків досягла 41833.[134][135]
- В Україні повідомили про 841 новий випадок хвороби та 9 нових смертей, загальна кількість зросла до 35825 і 994 відповідно; загалом одужали 16406 хворих.[136]

### 21 червня
Ситуаційний звіт ВООЗ 153:
- Канада повідомила про 318 нових випадків хвороби, загальна кількість випадків зросла до 101337.[2]
- Малайзія повідомила про 16 нових випадків хвороби, загальна кількість випадків зросла до 8572. Налічувалось 295 активних випадків хвороби, 3 з яких знаходились у реанімації. Кількість померлих залишилася на рівні 121. 10 хворих одужали, внаслідок чого загальна кількість одужань досягла 8156.[138][139]
- Нова Зеландія повідомила про 2 нові випадки хвороби, кількість активних випадків зросла до 7. Загалом у країні було зареєстровано 1511 випадків хвороби (1161 підтверджених і 350 ймовірних). Кількість одужань залишилася на рівні 1482, а число померлих залишилося на рівні 22.[140]
- У Сінгапурі повідомили про 262 нових випадки хвороби, загальна кількість випадків зросла до 42095.[141][142]
- Україна повідомила про 735 нових випадків хвороби і 8 нових смертей, загальна кількість зросла до 36560 і 1002 відповідно; загалом одужали 16509 хворих.[143]
- В американському штаті Флорида повідомили про 3494 нові випадки хвороби, загальна кількість випадків у штаті зросла до 97. Кількість померлих у штаті досягла 3161.[144]

### 22 червня
Ситуаційний звіт ВООЗ № 154:
- Канада повідомила про 300 нових випадків хвороби, загальна кількість випадків зросла до 101637.[146]
- Малайзія повідомила про 15 нових випадків хвороби, загальна кількість випадків зросла до 8587. Налічувалось 289 активних випадків хвороби, 2 з яких перебували в реанімації. 21 хворий одужав, загальна кількість одужань досягла 8177. Кількість померлих залишилася на рівні 121.[147]
- Нова Зеландія повідомила про 2 нові випадки хвороби, внаслідок чого загальна кількість активних випадків досягла 9. Всього було зареєстровано 1513 випадків хвороби (1163 підтверджених та 350 ймовірних). Кількість одужань та кількість померлих залишилася на рівні 1482 та 22 відповідно.[148][149]
- Сінгапур повідомив про 218 нових випадків хвороби, загальна кількість випадків зросла до 42313.[150][151]
- В Україні зареєстровано 681 новий випадок хвороби та 10 нових смертей, загальна кількість зросла до 37241 та 1012 відповідно; загалом одужали 16642 хворих.[152]

### 23 червня
Ситуаційний звіт ВООЗ № 155:
- Канада повідомила про 326 нових випадків хвороби, загальна кількість випадків зросла до 101963.[2]
- Малайзія повідомила про 3 нових випадки хвороби, загальна кількість активних випадків зросла до 283, 3 перебувли у відділенні інтенсивної терапії. Загалом зареєстровано 8590 випадків хвороби. 9 хворих одужали, загальна кількість одужань зросла до 8186. Кількість померлих залишаилася на рівні 121.[154]
- Нова Зеландія повідомила про 2 нові випадки хворобия, унаслідок чого загальна кількість активних випадків досягла 10 після того, як один хворий одужав. Загалом у країні зареєстровано 1515 випадків хвороби (1165 підтверджених та 350 ймовірних). Один хворий одужав, загальна кількість одужань досягла 1483. Кількість померлих залишилася на рівні 22.[155][156]
- У Сінгапурі повідомили про 119 нових випадків хвороби, загальна кількість випадків зросла до 42432.[157] Крім того, хворий, який одужав від COVID-19, помер від хвороби серця.[158]
- Україна повідомила про 833 нові випадки хвороби та 23 нові смерті, загальна кількість зросла до 38074 та 1035 відповідно; загалом одужали 16956 хворих.[159]
- Тенісист Новак Джокович і його дружина отримали позитивний результат тесту на коронавірус.[160]

### 24 червня
Ситуаційний звіт ВООЗ № 156:
- Канада повідомила про 279 нових випадків хвороби, загальна кількість випадків зросла до 102242.[2]
- Малайзія повідомила про 6 нових випадків хвороби. Налічувалось 244 активних випадки хвороби, загальна кількість випадків зросла до 8596. Ще 45 хворих одужали, внаслідок чого загальна кількість одужань досягла 8231. Кількість померлих залишилася на рівні 121.[162]
- Нова Зеландія повідомила про один новий випадок хвороби, кількість активних випадків зросла до 11. Всього зареєстровано 1516 випадків хвороби (1166 підтверджених і 350 ймовірних). Загальна кількість одужань та померлих залишилася на рівні 1483 та 22 відповідно.[163]
- Сінгапур повідомив про 191 новий випадок хвороби, загальна кількість випадків зросла до 42623.[164][165]
- Україна встановила новий рекорд за кількістю випадків хвороби за добу — 940, і повідомила про 16 нових смертей. Загальна кількість зросла до 39014 випадків і 1051 смертей. Крім того, загалом одужали 17409 хворих.[166]
- Гравці баскетбольного клубу «Сакраменто Кінгз» Бадді Гілд, Олексій Лень і Джабарі Паркер отримали позитивний результат тестування на коронавірус.[167]

### 25 червня
Ситуаційний звіт ВООЗ № 157:
- Канада повідомила про 380 нових випадків хвороби, що стало найбільшою кількістю випадків за добу з 20 червня 2020 року, внаслідок чого загальна кількість випадків досягла 102622.[2]
- Ізраїль повідомив про 668 нових випадків хвороби, загальна кількість випадків зросла до 6000, з них 47 у важкому стані та 29 на апаратах штучної вентиляції легень. Загалом 186 хворих було госпіталізовано, 16007 хворих одужали.[169]
- Малайзія повідомила про 4 нових випадки хвороби, кількість активних випадків зросла до 208, 2 з них перебувають у відділенні інтенсивної терапії. Всього зареєстровано 8600 випадків хвороби. 40 хворих одужали, загальна кількість одужань досягла 8271.[170]
- Нова Зеландія повідомила про 3 нові випадки хвороби, кількість активних випадків зросла до 13. Загалом зареєстровано 1519 випадків хвороби (1169 підтверджених і 350 ймовірних). Один хворий одужав, загальна кількість одужань досягла 1484. Кількість померлих залишилася на рівні 22.[171] Усі 3 нові випадки були після закордонних поїздок; 2 зареєстровано в Крайстчерчі і один у Роторуа.[172]
- Гравець баскетбольного клубу «Маямі Гіт» Деррік Джонс-молодший отримав позитивний тест на коронавірус.[173]
- Сінгапур повідомив про 113 нових випадків хвороби, загальна кількість випадків досягла 42736.[174][175]
- Україна встановила новий рекорд за випадками хвороби за добу — 994, та повідомила про 16 нових смертей. Загальна кількість на той день становила 40008 випадків хвороби і 1067 смертей. Крім того, загалом одужали 17758 хворих.[176]

### 26 червня
Ситуаційний звіт ВООЗ № 158:
- Канада повідомила про 249 нових випадків хвороби, загальна кількість випадків досягла 102871.[2]
- Індонезія повідомила про 1240 нових випадків хвороби і 63 нових смерті. Загальна кількість на той день становила 51427 випадків хвороби і 2683 смерті.[178]
- Малайзія повідомила про 6 нових випадків хвороби, загальна кількість випадків зросла до 8606. Налічувалось 200 активних випадків хвороби, 2 з яких перебували в реанімації. Одужали 23 хворих, загальна кількість одужань досягла 8294. Кількість померлих залишилася на рівні 121.[179]
- Мексика повідомила про 5441 новий випадок хвороби і 719 нових смертей, внаслідок чого загальна кількість сягнула 208392 випадків і 25779 смертей.[180]
- Нова Зеландія повідомила про один новий випадок хвороби, кількість активних випадків зросла до 14. Зареєстровано 1520 випадків хвороби загалом (1170 підтверджених і 350 ймовірних). 1484 хворих одужали та 22 померли.[181]
- Сінгапур повідомив про 219 нових випадків хвороби, внаслідок чого загальна кількість випадків сягнула 42955.[182][183]
- Україна встановила новий рекорд за кількістю випадків за добу — 1109, і повідомила про 19 нових смертей. Загальна кількість зросла до 41117 випадків і 1086 смертей. Крім того, загалом 18299 хворих одужали.[184]

### 27 червня
Ситуаційний звіт ВООЗ № 159:
- Канада повідомила про 323 нові випадки хвороби, загальна кількість випадків зросла до 103194.[186][2]
- У Малайзії повідомили про 10 нових випадків хвороби, загальна кількість випадків зросла до 8616. Налічувалось 187 активних випадків хвороби, 2 з них у реанімації. Одужали 14 хворих, загальна кількість одужань досягла 8307. Кількість померлих залишилася на рівні 121. Станом на 25 червня 61576 жителів країни повернулися з-за кордону, 610 із них отримали позитивний результат тестування на COVID-19.[187]
- Нова Зеландія повідомила про 2 нових випадки хвороби, кількість активних випадків зросла до 16. Всього було зареєстровано 1522 випадки хвороби (1172 підтверджених і 350 ймовірних). Загалом у країні 1484 хворі одужали та 22 померли.[188]
- Сінгапур повідомив про 291 новий випадок хвороби, загальна кількість випадків зросла до 43246.[189] Крім того, хворий на COVID помер внаслідок падіння з висоти.[190]
- Україна повідомила про 948 нових випадків хвороби і 24 нових смерті, загальна кількість зросла до 42065 і 1110 відповідно; загалом одужав 18701 хворий.[191]
- У США зареєстровано рекордну кількість випадків хвороби — 44732 випадки.[192]
- На той день у світі було зареєстровано понад 10 мільйонів випадків хвороби і понад 500 тисяч смертей.[193]

### 28 червня
Ситуаційний звіт ВООЗ № 160:
- Дані Університету Джонса Гопкінса вказували, що кількість випадків хвороби і смертей у світі перевищила 10 мільйонів і 500 тисяч відповідно.[195]
- Бразилія повідомила про 46860 нових випадків хвороби і 990 смертей, загальна кількість зросла до 1274974 випадків і 55961 смерті.[196]
- Канада повідомила про 295 нових випадків хвороби, загальна кількість випадків зросла до 103489.[2]
- У Кувейті зареєстровано 551 новий випадок хвороби, внаслідок чого загальна кількість випадків у країні досягла 44942. Одужали 908 хвороби, загальна кількість одужань склала 35494. Повідомлено про ще 4 смерті.[197][198]
- Малайзія повідомила про 18 нових випадків хвороби (4 малайзійці та 14 іноземців), загальна кількість випадків зросла до 8634. Налічувалось 195 активних випадків хвороби, 2 перебували в реанімації.[199] 10 хворих одужали, внаслідок чого загальна кількість одужань досягла 8318. Кількість померлих залишилася на рівні 121.[200]
- Нова Зеландія повідомила про 4 нові випадки хвороби, пов'язані з поїздками за кордон, кількість активних випадків зросла до 20 із загальною кількістю 1526 випадків (1176 підтверджених і 350 ймовірних), 1484 хворих одужали та 22 померли.[201]
- Сінгапур повідомив про 213 нових випадків хвороби, загальна кількість випадків зросла до 43459.[202][203]
- Україна повідомила про 917 нових випадків хвороби і 19 нових смертей, загальна кількість зросла до 42982 і 1129 відповідно; загалом одужали 18934 хворі.[204]
- У Великій Британії зареєстровано 901 новий випадок хвороби і 36 смертей, загальна кількість зросла до 311151 і 43550 відповідно. У Шотландії третій день поспіль не було нових смертей.[205]
- У Сполучених Штатах Америки зареєстровано 44458 випадків хвороби та 650 нових смертей, внаслідок чого загальна кількість зросла до 2452048 і 124811 відповідно.[196]

### 29 червня
Ситуаційний звіт ВООЗ № 161:
- Канада повідомила про 429 нових випадків хвороби, що стало найбільшою кількістю випадків хвороби за день з 13 червня 2020 року, внаслідок чого загальна кількість випдків досягла 103918.[2]
- У Малайзії повідомили про 3 нові випадки хвороби, загальна кількість випадків зросла до 8637. Налічувались 182 активні випадки хвороби. Одужали 16 хворих, загальна кількість одужань досягла 8334. Кількість померлих залишилася на рівні 121.[207]
- Нова Зеландія повідомила про 2 нових випадки хвороби, пов'язані із закордонними поїздками, кількість активних випадків зросла до 22 із загальною кількістю 1528 випадків (1178 підтверджених і 350 імовірних), 1484 одужань та 22 смерті.[208]
- У Сінгапурі повідомили про 202 нові випадки хвороби, загальна кількість випадків зросла до 43661.[209][210]
- Україна повідомила про 646 нових випадків хвороби і 18 нових смертей, загальна кількість зросла до 43628 і 1147 відповідно; загалом одужали 19027 хворих.[211]

### 30 червня
Ситуаційний звіт ВООЗ № 162:
- Канада повідомила про 286 нових випадків хвороби, загальна кількість випадків зросла до 104204.[2]
- Малайзія повідомила про 2 нових випадки хвороби, внаслідок чого загальна кількість випадків досягла 8639. Налічувалось 164 активні випадки хвороби. Одужали 20 хворих, загальна кількість одужань досягла 8354. Кількість померлих залишилася на рівні 121.[213]
- Нова Зеландія не повідомила про нові випадки хвроби, кількість активних випадків залишилась на рівні 22 із загальною кількістю 1528 випадків (1178 підтверджених і 350 імовірних), 1484 хворих видужали та 22 померли.[214]
- Сінгапур повідомив про 246 нових випадків хвороби, загальна кількість випадків зросла до 43907.[215][216]
- Україна повідомила про 706 нових випадків хвороби і 12 нових смертей, загальна кількість випадків зросла до 44334 і 1159 відповідно; загалом одужали 19115 хворих.[217]
- Кількість випадків хвороби у світі зростала приблизно на 1-2 % на день. Щодня виявляли від 100 до 200 тисяч нових випадків хвороби. Це число перевищувало кількість одужань на день, які реєстрували від 80 до 130 тисяч за день.[218]

## Резюме
Протягом червня 2020 року жодна нова країна чи територія не підтвердили перші випадки хвороби.
Станом на кінець червня лише такі країни та території не повідомляли про випадки зараження SARS-CoV-2:
Африка
- Західна Сахара
- Острови Святої Єлени, Вознесіння і Тристан-да-Кунья

Азія
- Кокосові острови
- Острів Різдва
- Північна Корея
- Туркменістан

Європа
- Шпіцберген ( Норвегія)

Океанія
- Американське Самоа
- Острови Кука
- Кірибаті
- Маршаллові Острови
- Федеративні Штати Мікронезії
- Науру
- Ніуе
- Острів Норфолк
- Палау
- Піткерн
- Самоа
- Соломонові Острови
- Токелау
- Тонга
- Тувалу
- Вануату
- Волліс і Футуна